# Stargate (apparaat)

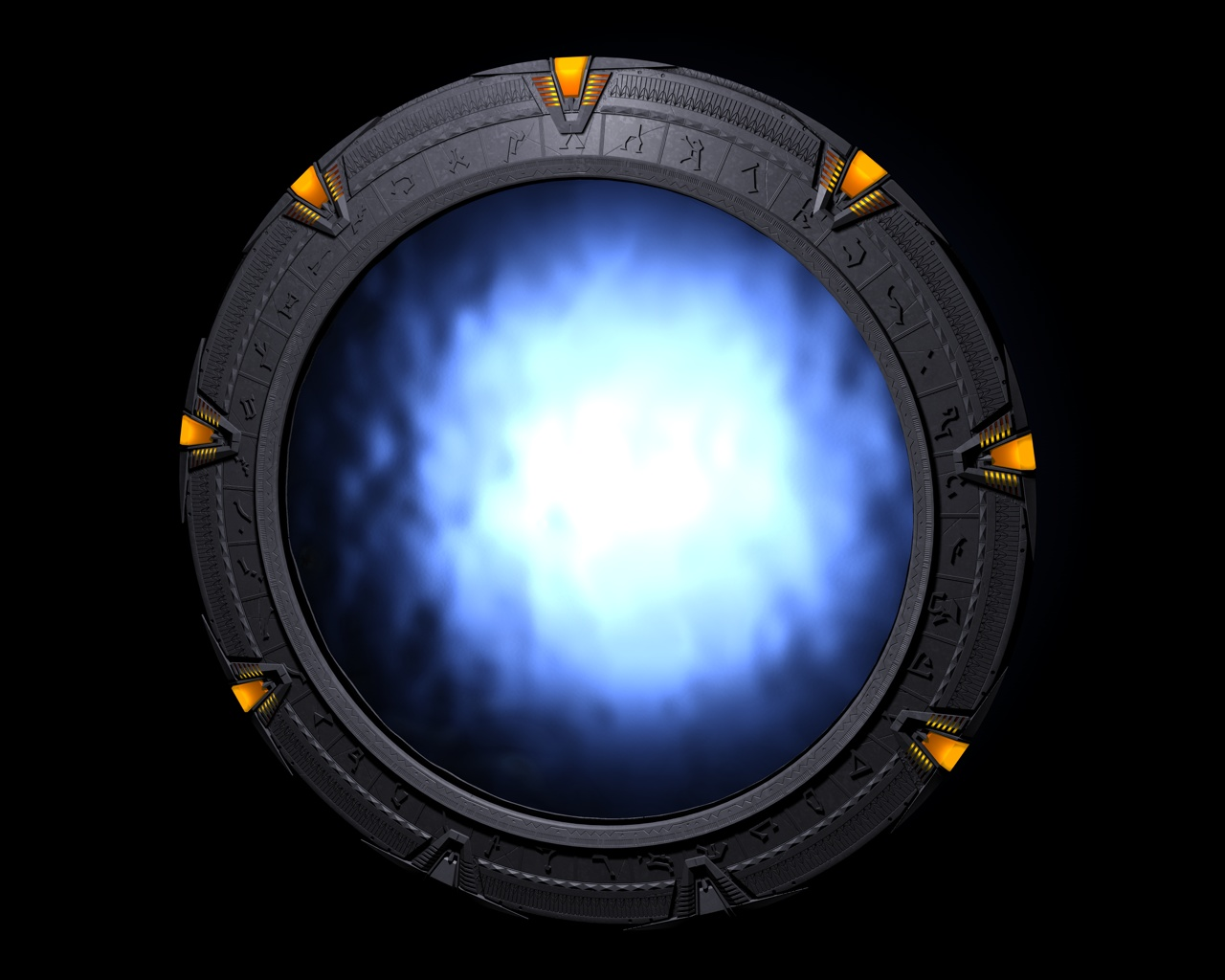
Een Stargate

De Stargate  (letterlijk te vertalen als sterrenpoort) is een fictieve poort die centraal staat in de gelijknamige franchise. De poort kwam voor het eerst voor in de gelijknamige film uit 1994.

## Achtergrond

### Algemeen
De Stargate is onderdeel van een heel netwerk van soortgelijke poorten verspreid door het universum. Met deze poorten zijn honderden planeten met elkaar verbonden. Tussen twee Stargates kan een wormgat worden opgeroepen waardoor men in enkele seconden van de ene naar de andere planeet kan reizen.

### Creatie
Het netwerk van Stargates werd miljoenen jaren geleden gebouwd door een buitenaards ras genaamd de Ouden (Ancients of Alteranen). Ze bouwden deze poorten voornamelijk in het Melkwegstelsel, maar ook deels daar buiten. De oudste stargate die in de series wordt gezien is vermoedelijk zo'n 50 miljoen jaar oud.
De Ouden plaatsten uiteraard ook een Stargate op Aarde. Later vond een ander buitenaards ras, de Goa'uld, deze Stargate. Zij gebruikten de Stargate om duizenden mensen te transporteren naar andere planeten, om te werken in slavernij en te dienen als gastheer (de goa'uld hebben een parasitaire levenswijze). Na een revolutie in het oude Egypte werd de Aardse Stargate begraven. In 1928 vond een Duitse archeoloog de Stargate weer op het Plateau van Gizeh (Egypte). Uiteindelijk kreeg de Amerikaanse luchtmacht de Stargate in handen, die het potentieel van deze geavanceerde technologie inzag. Het lukte ze echter niet om de Stargate te activeren.

## Bediening

### Symbolen en chevrons

Weergave van de plaatsbepaling bij het draaien van de symbolen

Op een typische Stargate staan meerdere symbolen. Elke Stargate heeft zijn eigen unieke “adres” bestaande uit minimaal zeven van deze symbolen. Om een poort naar een andere Stargate te openen, moeten de symbolen van de Stargate waar men vertrekt in de volgorde van dit adres worden gedraaid (dialed). De symbolen op een Stargate staan voor de verschillende sterrenbeelden.
Bij het draaien van een adres worden de symbolen "ingeprogrammeerd" middels zogenaamde chevrons, die zich rondom de Stargate bevinden. Bij het draaien wordt de binnenste ring gedraaid totdat het juiste symbool voor de juiste chevron staat. Dit symbool wordt dan "vastgeklikt" op die chevron, waarna men het symbool voor de volgende chevron kan selecteren. Dit principe is vergelijkbaar met een kiesschijf. Hoewel over het algemeen een code van 7 symbolen wordt gebruikt, heeft een Stargate 9 chevrons.
Voor reizen naar een andere Stargate binnen hetzelfde sterrenstelsel is een code van 7 symbolen nodig.
De eerste 6 symbolen uit de code zijn nodig om de algemene bestemming te kunnen bepalen in de driedimensionale ruimte. Deze zes symbolen geven aan hoe verschillende sterrenbeelden ten opzichte van elkaar staan in het gebied waar men heen wil. Het zevende symbool staat voor punt van herkomst. Deze is vooral van belang indien in hetzelfde gebied aangegeven door de eerste zes symbolen meerdere Stargates voorkomen.
Voor het reizen naar een ver weg gelegen sterrenstelsel is een achtste symbool in de code nodig. Door een achtste symbool te kiezen, kan men een extra coördinaat toevoegen en zo een ander sterrenstelsel opzoeken. Lange tijd wist men dit niet, en was het onduidelijk waarom de Stargate extra chevrons had. Pas in de aflevering "The Fifth Race" kwam men erachter waar de achtste chevron voor diende.
De functie van de negende chevron was lange tijd onbekend, maar werd onthuld in Stargate Universe. Een adres met negen chevrons is nodig, om een stargate te bereiken, die zich op een bewegend schip bevindt en dus voortdurend van plaats verandert.

### Dial-Home Device
Een Stargate wordt doorgaans bediend via een Dial-Home Device (DHD), dat de Stargate voorziet van stroom en knoppen bevat om het adres te "draaien". Bij de Stargate op Aarde werd echter geen DHD gevonden. Daarom heeft het Amerikaanse leger zelf een vervangend apparaat gemaakt. Het heeft vijftien jaar gekost en er waren drie supercomputers nodig, om een systeem te bouwen, dat de Stargate kon bedienen.

### Wormgat
Zodra het juiste adres is gedraaid, legt de Stargate contact met de andere gate waar dit adres mee overeenkomt. Vervolgens ontstaat er een wormgat. Dit wormgat is eerst nog onstabiel, wat te zien is aan het feit dat er een vortex uit de Stargate schiet. Zodra het wormgat zich heeft gestabiliseerd, is er in de Stargate een glanzend oppervlak te zien dat doet denken aan water. De energie voor dit wormgat kan zowel komen van de Stargate waar het adres werd gedraaid als van de Stargate die bezocht wordt.
Reizen door het wormgat wordt doorgaans weergegeven als reizen door een tunnel. Dit is echter vooral voor de kijker. De tijd die het kost om van de ene Stargate naar de andere te reizen varieert. Soms is men enkele seconden onderweg, en soms arriveert men direct. Bij het betreden van het wormgat wordt materie gedesintegreerd, getransporteerd door het wormgat, en weer geïntegreerd aan de andere kant.
Om een wormgat goed te laten ontstaan moeten beide Stargates open zijn. De aardse Stargate is voorzien van een iris waarmee de gate kan worden afgesloten om zo te voorkomen dat iemand ongewenst binnen komt vallen. De maximumtijd dat een wormgat kan openblijven onder normale omstandigheden is iets meer dan 38 minuten.
Een voorwerp behoudt zijn kinetische energie bij het transport. Een voorwerp dat met grote snelheid het wormgat invliegt, zal er ook met grote snelheid weer uitvliegen. Een wormgat werkt altijd maar één kant op, namelijk van de poort waar hij werd opgeroepen naar de poort, die als bestemming wordt gebruikt. Materie, dat toch de verkeerde kant op door het wormgat gaat, houdt op te bestaan. Alleen bepaalde vormen van straling, zoals radiogolven, kunnen een wormgat beide kanten op doorkruisen. Zichtbaar licht kan blijkbaar helemaal niet door het wormgat.
Stargates kunnen enkel gehele voorwerpen in een keer doorsturen. Een voorwerp dat nog deels uit de Stargate steekt, wordt opgeslagen in een soort buffer totdat het geheel door de poort is gegaan. Tijdens het verblijf in deze buffer kan het voorwerp nog teruggetrokken worden. De buffer wordt doorgaans schoongeveegd wanneer een wormgat wordt opgeheven, waardoor materie die er nog in zit verdwijnt.
In de serie is het een paar keer voorgekomen, dat een wormgat door omstandigheden van buitenaf werd teruggekaatst naar de poort waar hij begon. Als dat gebeurt, verbindt het wormgat de poort met een jongere of oudere versie van zichzelf, waardoor men terug of vooruit in de tijd reist.

## Typen
Er bestaan meerdere versies van de Stargate.

### Melkweg

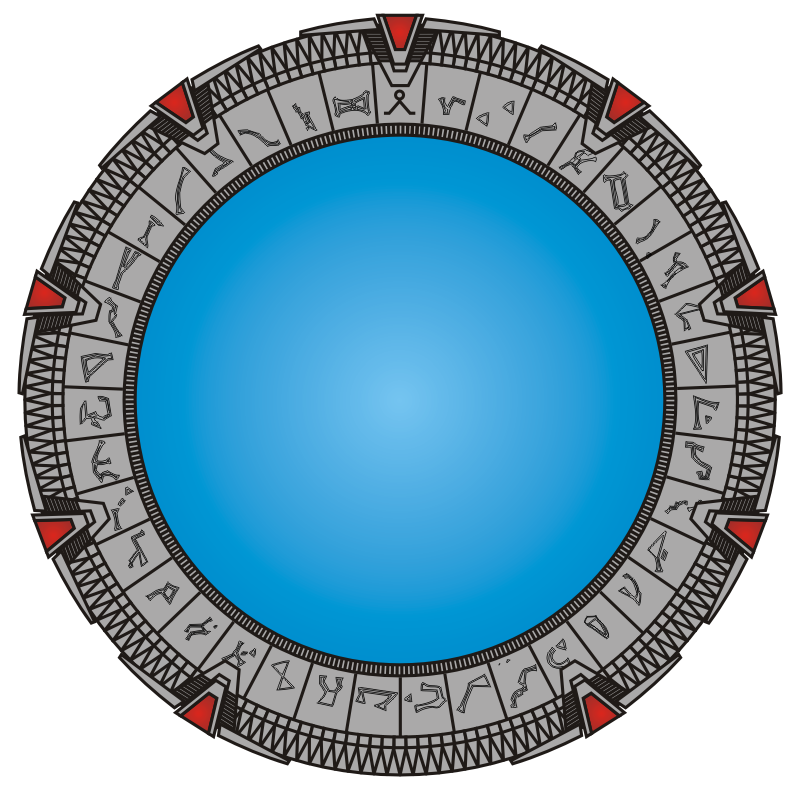
De Melkwegstargate

Dit type Stargate werd gebruikt in de serie Stargate SG-1.
Een Melkweg-stargate heeft 39 symbolen op de binnenste ring. Bij het invoeren van een adres draait deze middelste ring rond tot de symbolen in de juiste positie staan. Niet alle mogelijke combinaties van deze symbolen leiden daadwerkelijk naar een stargate. Derhalve levert willekeurig wat symbolen intikken vaak niets op.
De symbolen op de Melkweg-stargate zijn als volgt:
| Positie | Glyph | Sterrenbeeld           | Positie | Glyph | Sterrenbeeld | Positie | Glyph | Sterrenbeeld |
| ------- | ----- | ---------------------- | ------- | ----- | ------------ | ------- | ----- | ------------ |
| 1       |       | Origin symbool†(aarde) | 14      |       | Microscoop   | 27      |       | Stier        |
| 2       |       | Beker                  | 15      |       | Steenbok     | 28      |       | Voerman      |
| 3       |       | Maagd                  | 16      |       | Zuidervis    | 29      |       | Eridanus     |
| 4       |       | Ossenhoeder            | 17      |       | Veulen       | 30      |       | Orion        |
| 5       |       | Centaur                | 18      |       | Waterman     | 31      |       | Kleine Hond  |
| 6       |       | Weegschaal             | 19      |       | Pegasus      | 32      |       | Eenhoorn     |
| 7       |       | Slang                  | 20      |       | Beeldhouwer  | 33      |       | Tweelingen   |
| 8       |       | Winkelhaak             | 21      |       | Vissen       | 34      |       | Waterslang   |
| 9       |       | Schorpioen             | 22      |       | Andromeda    | 35      |       | Lynx         |
| 10      |       | Zuiderkroon            | 23      |       | Driehoek     | 36      |       | Kreeft       |
| 11      |       | Schild                 | 24      |       | Ram          | 37      |       | Sextant      |
| 12      |       | Boogschutter           | 25      |       | Perseus      | 38      |       | Kleine Leeuw |
| 13      |       | Arend                  | 26      |       | Walvis       | 39      |       | Leeuw        |

### Pegasus-'Melkweg'

Een Pegasus-stargate

In de serie Stargate Atlantis werd een nieuw type Stargate geïntroduceerd. Dit type komt vooral veel voor in de Pegasus-'Melkweg' (NGC 7331). De reden dat deze Stargates er anders uitzien, is omdat ze later gebouwd zijn dan die in de Melkweg.
De Pegasusversie van de Stargate kent 36 symbolen. Adressen die ermee worden gedraaid, bestaan nog altijd uit zeven tekens. Deze symbolen zijn anders dan die van de Melkweg-stargates. Derhalve is het onmogelijk om een poort te openen tussen een Melkweg-stargate en een Pegasus-stargate. Alleen de Stargate in Atlantis is een uitzondering hierop, dankzij een speciaal kristal in de DHD en de kracht van een ZPM(Zero-Point-Module). De Atlantisversie van de Pegasus-stargate is ook uniek in het opzicht dat hij kan bepalen van welke stargate een binnenkomend wormgat afkomstig is en dat hij contact met een andere stargate kan weigeren.
Niet alle Pegasus-stargates bevinden zich op planeten. Sommige zweven op bepaalde punten in de ruimte, iets wat bij de Melkweg-stargates nooit werd gezien. Deze in de ruimte zwevende Stargates zijn bedoeld voor kleine ruimteschepen. Deze versies worden ook wel “Spacegates” genoemd.
De symbolen op de Pegasus-stargate zijn als volgt:
| Positie | Glyph | Sterrenbeeld | Positie | Glyph | Sterrenbeeld                           | Positie | Glyph | Sterrenbeeld |
| ------- | ----- | ------------ | ------- | ----- | -------------------------------------- | ------- | ----- | ------------ |
| 1       |       | Arami        | 13      |       |                                        | 25      |       |              |
| 2       |       |              | 14      |       |                                        | 26      |       |              |
| 3       |       |              | 15      |       | Salma                                  | 27      |       |              |
| 4       |       |              | 16      |       |                                        | 28      |       |              |
| 5       |       | Ecrumig      | 17      |       |                                        | 29      |       |              |
| 6       |       |              | 18      |       | Alura                                  | 30      |       |              |
| 7       |       |              | 19      |       | Subido (point of origin for Atlantis)† | 31      |       |              |
| 8       |       |              | 20      |       | Rdehi                                  | 32      |       |              |
| 9       |       |              | 21      |       |                                        | 33      |       |              |
| 10      |       |              | 22      |       |                                        | 34      |       | Gilltin      |
| 11      |       |              | 23      |       |                                        | 35      |       |              |
| 12      |       |              | 24      |       |                                        | 36      |       |              |

### Destiny stargates

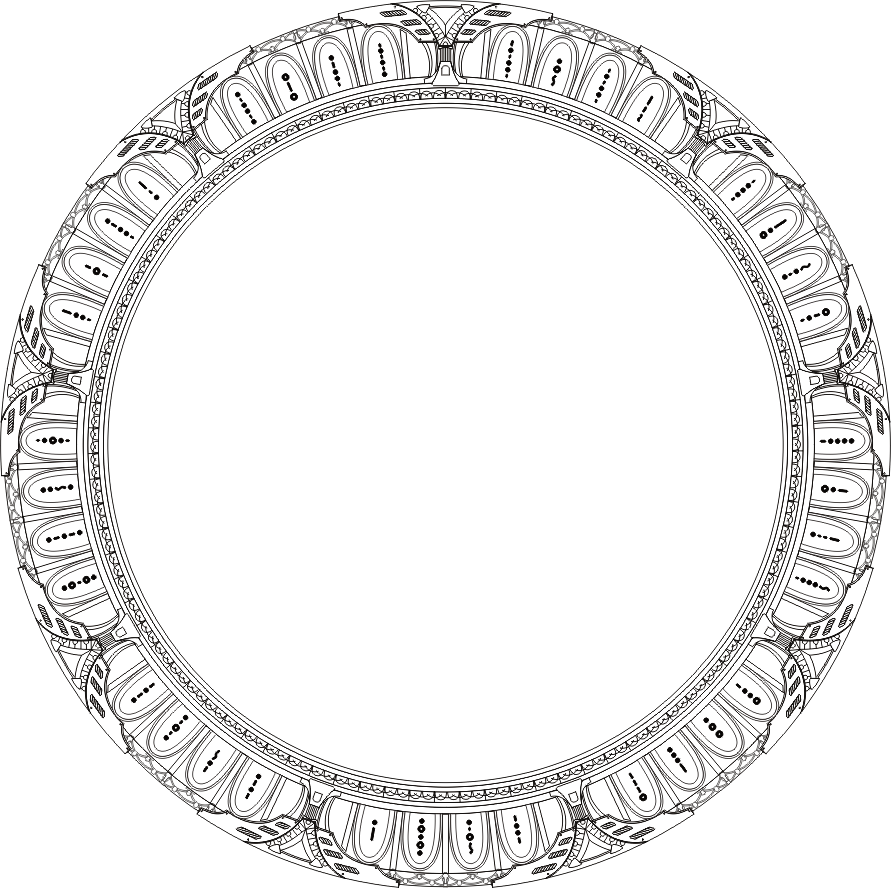
Een Destiny-stargate

In Stargate Universe doet weer een ander model stargate zijn intrede. Deze stargate bevindt zich aan boord van een ruimteschip genaamd de Destiny. Net als de Pegasus-stargates hebben Destiny-stargates 36 symbolen, en worden ze bediend met computers die automatisch een poort kunnen openen en meerdere adressen kunnen onthouden.
De symbolen op een Destiny-stargate zijn:
| Positie | Glyph | Sterrenbeeld | Positie | Glyph | Sterrenbeeld | Positie | Glyph | Sterrenbeeld | Positie | Glyph | Sterrenbeeld |
| ------- | ----- | ------------ | ------- | ----- | ------------ | ------- | ----- | ------------ | ------- | ----- | ------------ |
| 1       |       | A            | 10      |       | J            | 19      |       | S            | 28      |       | 2            |
| 2       |       | B            | 11      |       | K            | 20      |       | T            | 29      |       | 3            |
| 3       |       | C            | 12      |       | L            | 21      |       | U            | 30      |       | 4            |
| 4       |       | D            | 13      |       | M            | 22      |       | V            | 31      |       | 5            |
| 5       |       | E            | 14      |       | N            | 23      |       | W            | 32      |       | 6            |
| 6       |       | F            | 15      |       | O            | 24      |       | X            | 33      |       | 7            |
| 7       |       | G            | 16      |       | P            | 25      |       | Y            | 34      |       | 8            |
| 8       |       | H            | 17      |       | Q            | 26      |       | Z            | 35      |       | 9            |
| 9       |       | I            | 18      |       | R            | 27      |       | 1            | 36      |       | 0            |

### Andere variaties
Ori-supergateIn het negende seizoen van de serie Stargate SG-1, werden de Ori geïntroduceerd. Zij hadden hun eigen versie van een Stargate. Hoe de Ori-stargates er normaal uitzien is niet bekend. Wel werd meerdere malen een zogenaamde Supergate gezien. Deze supergate was een uitzonderlijk grote Stargate bedoeld om hele vloten van ruimteschepen door te laten.
Tollan-StargateDe Tollan zijn een zeer geavanceerd menselijk ras. Zij zijn erin geslaagd de Stargatetechnologie zover te doorgronden, met hulp van de Nox, dat ze hun eigen versie hebben kunnen bouwen. De Tollan-stargate is kleiner en dunner dan de Melkweg-stargate, en heeft een bleek-witte kleur. Deze stargate heeft geen DHD, wat suggereert dat hij van op afstand wordt bediend.
Orlin's-StargateIn de SG-1 aflevering "Ascension" maakt de verbannen Ancient Orlin een mini-stargate in de kelder van Samantha Carter. Deze gate werkte maar één keer alvorens door te branden.
McKay-Carter Intergalactic Gate BridgeDit is een reeks van stargates geplaatst tussen de Melkweg en het Pegasus-sterrenstelsel. Via deze keten van gates is transport tussen Aarde en Atlantis mogelijk zonder ZPM te hoeven gebruiken.